# Amstel Gold Race 1998
La 33e édition de la course cycliste, l'Amstel Gold Race a eu lieu le 25 avril 1998 et a été remportée par le Suisse Rolf Jaermann. Il s'agit de la première victoire de l'équipe Casino dans une épreuve de Coupe du Monde.

## Résumé de la course
7 hommes se détachent en tête de course lors de l'ascension du Cauberg (km 196) : Michele Bartoli, ledaer de la Coupe du Monde et favori de l'épreuve, Michael Boogerd et Maarten den Bakker (Rabobank), Laurent Dufaux (Festina), Bo Hamburger et Rolf Jaermann (Casino), Germano Pierdomenico (Cantina Tollo).
Au km 227, den Bakker sort en force et seul Jaermann prend sa roue. Bartoli tente de réagir mais Boogerd et Hamburger protègent efficacement leurs équipiers respectifs. Les deux hommes de tête ne seront pas rejoints et Jaermann s'impose facilement au sprint devant den Bakker. Bartoli prend la troisième place et augmente ainsi son avance en tête de la Coupe du Monde.

## Classement final
| Pos. | Coureur              | Pays     | Équipe            | Temps           |
| ---- | -------------------- | -------- | ----------------- | --------------- |
| 1    | Rolf Jaermann        | Suisse   | Casino            | 6 h 43 min 20 s |
| 2    | Maarten den Bakker   | Pays-Bas | Rabobank          | + 0 s           |
| 3    | Michele Bartoli      | Italie   | Asics-C.G.A.      | + 21 s          |
| 4    | Michael Boogerd      | Pays-Bas | Rabobank          | + 21 s          |
| 5    | Bo Hamburger         | Danemark | Casino            | + 21 s          |
| 6    | Germano Pierdomenico | Italie   | Cantina Tollo     | + 32 s          |
| 7    | Laurent Dufaux       | Suisse   | Telekom           | + 32 s          |
| 8    | Andreï Tchmil        | Belgique | Lotto             | + 2 min 27 s    |
| 9    | Alberto Elli         | Italie   | Casino            | + 2 min 27 s    |
| 10   | Andrea Ferrigato     | Italie   | Vitalicio Seguros | + 2 min 27 s    |